# Коскудык (Алматинская область)
Коскуды́к (каз. Қосқұдық) — станция в Алматинской области Казахстана. Находится в подчинении городской администрации Конаев. Входит в состав Шенгельдинского сельского округа. Код КАТО — 191637600.

## Население
В 1999 году население станции составляло 894 человека (459 мужчин и 435 женщин). По данным переписи 2009 года в населённом пункте проживали 792 человека (396 мужчин и 396 женщин).